# Anne Elizabeth Moore

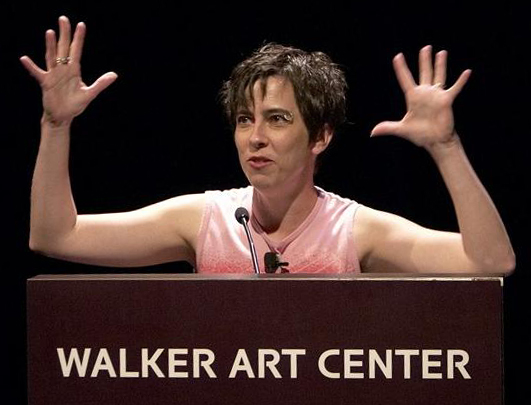
Anne Elizabeth Moore (2011)

Anne Elizabeth Moore (* um 1971) ist eine US-amerikanische Autorin, Herausgeberin und Künstlerin. 

## Leben
Moore erhielt ihre Universitätsausbildung an der University of Wisconsin-Eau Claire und der School of the Art Institute of Chicago, an der sie  Visual and Critical Studies unterrichtet.
Moore ist insbesondere bekannt für ihre Bücher Body Horror: Capitalism, Fear, Misogyny, Jokes (2017), Threadbare: Clothes, Sex, and Trafficking (2016), Unmarketable: Brandalism, Copyfighting, Mocketing and the Erosion of Integrity (2007) und Hey Kidz, Buy This Book: A Radical Primer on Corporate and Governmental Propaganda and Artistic Activism for Short People (2004). Daneben hat sich Moore insbesondere durch ihre Arbeit im kritischen Comic-Journalismus hervorgetan. Moores Lebensmittelpunkt liegt in Detroit, wo sie als Laureatin des Write a house-Programms lebt.
Moores Texte sind in einer Vielzahl von Publikationen erschienen, unter ihnen The New York Times Magazine, USA Today, The Rumpus, Time, Bitch, Forbes, Women’s E-News, the Guardian und Entertainment Weekly. und das Columbia College’s Center for Book & Paper Arts präsentierte 2009 eine Retrospektive von Moores künstlerischer Arbeit im Zine-Format.
Moore war 2016 die Herausgeberin der ersten Ausgabe von Houghton Mifflins Best American Comics, war Mit-Herausgeberin und Chefredakteurin von Punk Planet.

## Werke

### Bücher
- Gentrifier: A Memoir, 2021, ISBN 9781646220700

- Sweet Little C*nt: Rethinking Julie Doucet, Uncivilized Books, Minneapolis 2018, ISBN 978-1-941250-28-0
- Body Horror: Capitalism, Fear, Misogyny, Jokes, Curbside Splendor Publishing, Chicago 2017, ISBN 978-1-940430-88-1
- Threadbare: Clothes, Sex, and Trafficking, Microcosm Publishing, Portland 2016, ISBN 978-1-62106-739-9
- New Girl Law: Drafting a Future For Cambodia, Microcosm Publishing, Portland 2013, ISBN 978-1-62106-462-6
- Cambodian Grrrl: Self-Publishing in Phnom Penh, Microcosm Publishing, Portland 2011, ISBN 978-1-934620-89-2
- Unmarketable: Brandalism, Copyfighting, Mocketing, and the Erosion of Integrity, The New Press, New York 2007, ISBN 978-1-59558-168-6
- Hey Kidz! Buy This Book: A Radical Primer on Corporate and Governmental Propaganda and Artistic Activism for Short People, Soft Skull Press/Red Rattle Books, New York 2004, ISBN 978-1-932360-35-6

### Anthologien (Auswahl)
- The Best American Comics 2007, hg. mit Chris Ware, Houghton Mifflin Harcourt, Boston 2007, ISBN 978-0-618-71876-4
- The Best American Comics 2006, hg. mit Harvey Pekar, Houghton Mifflin Harcourt, Boston 2006, ISBN 978-0-618-71874-0